# ベック・エア2100便墜落事故
ベック・エア2100便墜落事故は、2019年12月27日にカザフスタンで発生した航空事故である。アルマトイ国際空港発ヌルスルタン・ナザルバエフ国際空港行きだったベック・エア2100便（フォッカー 100）が離陸直後に墜落した。機体は建物などに衝突し、パイロットを含む13人が死亡し、66人が負傷した。空港当局は当初、乗員5人乗客95人が搭乗していたと発表したが、後に乗員5人乗客96人に訂正された。

## 事故機
事故機のフォッカー100（UP-F1007・製造番号11496）は、1996年4月に台湾の國華航空（現マンダリン航空）にB-12292として納入され、いくつかの航空会社で運用された後に2017年6月よりベック・エアで運用されていた機体である。。

## 事故の経緯
2100便はアルマトイ国際空港からヌルスルタン・ナザルバエフ国際空港へ向かう国内定期便だった。現地時間7時20分、2100便は滑走路05Rから離陸滑走を開始した。機体は離陸速度の148ノット (274 km/h)まで加速し、7時20分36秒に離陸した。離陸直後、機体は左右に傾斜し始め、対気速度も増加しなかった。離陸から6秒後、2100便は高度20フィート (6.1 m)まで上昇したが、速度は130ノット (240 km/h)まで減少し、機体は降下し始めた。離陸から14秒後、機体の尾部が滑走路に接触し、メインギアも接地した。2100便は機首を上げた状態で15秒間滑走し、138ノット (256 km/h)で再び浮揚した。パイロットは着陸装置を格納したが、機体は左右に傾斜しながら降下し始め、再び地面に接触した。2100便は地面を滑り、空港外周のフェンスを突き抜け、7時21分に147ノット (272 km/h)で空港付近の家に激突した。
機体前方部は大きく損傷したものの、後部は比較的損傷が少なかった。事故により機長を含む少なくとも12人が死亡し、66人が負傷した。また、事故後に火災は発生しなかったと報告されている。副操縦士は集中治療室で治療を受けた後、1月21日に退院して帰宅していたが、その7日後に容態が悪化し急死した。
乗客の一人は翼に着氷が生じていたと証言した。また、2100便は離陸前に不凍液を利用した除氷作業を受けていなかったとも証言した。当時の気温は-12度と報告されており、視界も濃霧のため1,000mまで低下していた。その後の調査により、事故機は水平安定板の除氷のみ行われており、主翼の除氷はされていなかったことが判明した。

## 事故調査
元連邦航空局（FAA）職員の1人は、インタビューに対して、着氷が事故原因となった可能性があると述べた。報告によれば、機体は着陸装置を格納後に2度滑走路に接触しており、その後右へ傾いたという。
ブラックボックスはすでに航空当局により回収されており、パイロットエラーと計器の故障の両面から調査を行っている。
2020年1月10日、コックピット・ボイス・レコーダー（CVR）の分析が完了したと調査委員会は発表した。CVRのデータから、最初に機体が滑走路に接触したとき、副操縦士は離陸を中断するよう機長に求め、出力を減らしていたことが判明した。これに対して機長は「必要ない、何をしている? 続けろ、続けろ、続けろ（No need, what are you doing? Let’s go, go, go!）」と言い、出力をあげて離陸を継続した。調査委員会は2007年にフランスで発生したエールフランス7775便の事故と類似点があると述べた。

## 余波
カザフスタン政府は事故の原因が明らかになるまでベック・エアの運航を停止すると述べた。また、 カザフスタンのカシムジョマルト・トカエフ大統領は、「深くお悔やみ申し上げる」と声明を発表。それとともに「事故の責任を負う者はみな、法に則り厳しく罰せられるだろう」と語った。